# SDHI
| Sigles de 2 caractères   |
| Sigles de 3 caractères   |
| ► Sigles de 4 caractères |
| Sigles de 5 caractères   |
| Sigles de 6 caractères   |
| Sigles de 7 caractères   |
| Sigles de 8 caractères   |

SDHI est un sigle qui désigne les inhibiteurs de la succinate déshydrogénase (en anglais : succinate dehydrogenase inhibitor), des fongicides, une sous-classe de pesticides, utilisés dans l'agriculture. Les SDHI bloquent la respiration des cellules possédant des mitochondries, incluant les champignons affectant les cultures (céréales, pomme de terre, agrumes, vignes, semences entre autres).
Plusieurs études tendent à démontrer la toxicité des SDHI sur les vers de terre, les pollinisateurs comme les abeilles, les poissons, les grenouilles ou encore l'être humain,,. Un collectif de chercheurs a lancé une alerte sur les SDHI en 2018, en demandant un moratoire sur ces produits. L'Agence nationale de sécurité sanitaire de l'alimentation, de l'environnement et du travail a saisi un groupe d'experts et a conclu le 15 janvier 2019 à l'absence d'alerte sanitaire sur ces fongicides, un avis réitéré le 25 juillet 2019. Les chercheurs maintiennent toutefois leur alerte, estimant que le risque est bien réel et « qu’il s’agit vraiment là d’un cas d’école pour appliquer le principe de précaution. Il ne faut pas attendre pendant des années et risquer de se retrouver un jour avec des malades ou des morts. C’est une folie ».
Commercialisés depuis 1966 (avec l'ancêtre des SDHI, la carboxine) par les géants de la chimie tels que Bayer, Monsanto, BASF, Syngenta et DuPont, les fongicides SDHI sont, en France, utilisés à grande échelle depuis 2009 sur près de 70 % des surfaces de blé tendre, 80 % des surfaces d’orge, de maïs, colza, la vigne et servent également pour la conservation des fruits et graines. Certains SDHI sont aussi vendus comme nématicides, pour tuer les petits vers blancs (nématodes) qui jaunissent les terrains de golf, de sport, et pelouses. Le premier SDHI autorisé en France pour le traitement des pelouses a été mis sur le marché en 2018.
Selon les documents de l'Anses, douze substances actives SDHI sont approuvées en 2020 en Europe (benzovindiflupyr, bixafen, boscalid, carboxine, fluopyram, flutolanil, fluxapyroxad, isofetamid, isopyrazam, penthiopyrad, penflufen, sedaxane), la plupart ont été approuvées après 2013. Le marché mondial des SDHI est important pour le secteur agrochimique : il représentait en 2017 plus de deux milliards d'euros et, avec une croissance annuelle de 20 %, pourrait atteindre les 6,5 milliards en 2024.
Après de fortes dénégations sur les possibles effets toxiques des SDHI touchant tous les produits de la famille, l'un d'eux, l'isopyrazam, est interdit en Europe en 2022 en raison de son effet reprotoxique tandis que le carboxine est abandonné.

## Controverse

### Alerte de chercheurs
Le 15 avril 2018, une tribune de chercheurs CNRS, INRA, INSERM est publiée dans Libération appelant à une suspension de leur utilisation. Ces scientifiques, spécialistes réputés des maladies mitochondriales, toxicologues, cancérologues, pédiatres, sont très inquiets des conséquences possibles de ces pesticides sur la santé des êtres humains et sur l'environnement.
Ils ont constaté en laboratoire que les molécules SDHI tuent les cellules humaines en culture et agissent sur l'enzyme SDH en l'inhibant aussi bien sur le ver de terre, l'abeille, Botrytis cinerea (une cible présumée) et l'Homme, avec des différences faibles, du même ordre de grandeur. L'enzyme SDH est universelle et assure la respiration des cellules de quasiment toutes les espèces vivantes, « les plantes, les animaux, jusqu’aux hommes », les plantes possèdent en plus la photosynthèse et une chaine respiratoire avec des déshydrogénases en plus. Les SDHI peuvent donc agir sur bien d'autres cellules que celles des champignons. Une respiration défectueuse des cellules provoque de graves maladies chez l'Homme (tumeurs, maladies neurologiques…).
En octobre 2018, l’ONG POLLINIS relaie l’alerte des scientifiques en lançant une campagne d’information citoyenne sur les risques posés par les SDHI, et une pétition demandant le retrait immédiat de ces fongicides en application du principe de précaution. La pétition rassemble plus de 360 000 signatures en novembre 2019. L'association diffuse également une vidéo-interview des lanceurs d’alerte Pierre Rustin, directeur de recherche au CNRS-Inserm, et Paule Bénit, ingénieure de recherche à l’Inserm.
Le 21 janvier 2020, plusieurs associations militantes menacent l'Anses de saisir le tribunal administratif de Lyon si autorisation de mise sur le marché de certains fongicides SDHI n'est pas abrogée.
Le 23 janvier, Pierre Rustin et Paule Bénit sont auditionnés devant l'OPECST afin de défendre leur alerte et réaffirmer leurs arguments auprès des sénateurs.

### Avis de l'ANSES
L'ANSES rend un avis rassurant en janvier 2019, elle conclut que « les informations et hypothèses évoquées n’apportent pas d’éléments en faveur d’une alerte sanitaire pour la santé humaine et l’environnement en lien avec l’usage agricole de ces fongicides qui pourrait justifier la modification ou le retrait des autorisations de mise sur le marché. Pour autant, l’Anses considère que le dossier n’est pas clos et poursuit les investigations ». Cet avis est critiqué,.
Le 3 juin 2019, l'ONG POLLINIS et les chercheurs Pierre Rustin, et Paule Bénit adressent une pétition au Parlement européen, demandant une réévaluation d’urgence des SDHI et l'application du principe de précaution. Le Bureau des pétitions valide la conformité de cette requête.
Le 25 juillet 2019, l’ANSES publie un nouveau communiqué dans lequel elle affirme qu’« aucun nouvel élément n’est venu confirmer l’existence d’une alerte sanitaire qui conduirait au retrait des autorisations de mise sur le marché en vigueur, conformément aux règlements nationaux et européens relatifs aux produits phytopharmaceutiques ».
Gérard Lasfargues, interviewé par le magazine Le Point, déclare : « Nous n'avons pas reçu de données sur la toxicité de SDHI en particulier sur des effets cancérogènes. Les données de la littérature scientifique ainsi que celles exigées dans les dossiers d'autorisation de mise sur le marché ne permettent pas aujourd'hui de démontrer un risque sanitaire pour les populations potentiellement exposées. Nous n'avons pas d'éléments suffisants pour retirer immédiatement ces produits du marché, ».

### SDHI et organismes dans l'environnement
Selon l'ANSES, il n’existe pas non plus « de données indiquant un impact de ces fongicides sur des organismes dans l’environnement ». Pourtant certains SDHI sont homologués par l'ANSES et commercialisés pour tuer les vers nématodes, comme le Velum de Bayer, qui contient du fluopyram - ce qui confirme que ces molécules ne sont pas spécifiques aux champignons.
Plusieurs études concluent également à une toxicité de molécules SDHI sur des organismes non cibles. Le boscalid, un SDHI, inhibe la croissance et provoque des dommages aux reins et au foie du poisson-zèbre à des doses retrouvées dans l'environnement. Le boscalid est aussi toxique pour les abeilles, qui sont exposées sur la durée à cette molécule très persistante. L'isopyrazam et le bixafen, autres molécules SDHI, entrainent des effets létaux et des malformations sur des embryons d'amphibiens. Le bixafen provoque des dommages de l'ADN dans les cellules humaines.

### Livre-enquête sur les SDHI
Un livre de Fabrice Nicolino, Le crime est presque parfait, sorti le 11 septembre 2019, enquête sur les dangers des pesticides et, plus spécifiquement, les SDHI. Fabrice Nicolino en appelle à la dissolution de l'ANSES en septembre 2019, vu les liens décrits avec les lobbys industriels. L'ANSES répond par son directeur général délégué du pôle sciences, Gérard Lasfargues en maintenant que les éléments connus sur les SDHI sont insuffisants pour demander leur retrait du marché et rappelle que « tous les risques potentiels sont pris en considération ».
Selon Pierre Rustin du CNRS, l'un des lanceurs d'alerte, le groupe d'experts mandaté par l’Anses « a montré son ignorance des données scientifiques sur le sujet SDHi. Par exemple, il nous a été demandé de montrer l’effet des SDHi sur l’enzyme des mammifères… effet connu et rapporté dans une publication accessible depuis 1976 ! ».

### Une étude indépendante confirme la non spécificité des SDHI
Le 7 novembre 2019, une étude indépendante sur la toxicité des fongicides SDHI pour les abeilles, les vers de terre et les cellules humaines est publiée dans la revue PLOS ONE. L’étude met en évidence que « huit molécules fongicides SDHI commercialisées en France ne se contentent pas d’inhiber l’activité de la SDH des champignons, mais sont aussi capables de bloquer celle du ver de terre, de l’abeille et de cellules humaines, dans des proportions variables restant dans le même ordre de grandeur ». Selon le site du CNRS, cette étude montre également que « les conditions des tests réglementaires actuels de toxicité masquent un effet très important des SDHI sur des cellules humaines : les fongicides induisent un stress oxydatif dans ces cellules, menant à leur mort ». Selon le professeur Pierre Rustin, « avec ce type de fongicides, on provoque probablement une catastrophe écologique et sanitaire, car ils tuent tout, pas seulement les champignons » ; il ajoute que « on ne peut se permettre, comme l'Anses, d'attendre la catastrophe ».

### La Commission nationale cnDAspe confirme une alerte
Une saisine de la Commission nationale de la déontologie et des alertes en matière de santé publique et d'environnement (cnDAspe) amène une audition de responsables de l'ANSES, en 2019. Le 18 novembre 2019, la cnDAspe, commission indépendante, a estimé que « les données scientifiques présentées par l’équipe de chercheurs sur les dangers des fongicides SDHI sont de qualité et posent un doute sérieux sur des dangers qui ne sont pas actuellement pris en compte dans les procédures de toxicologie appliquées selon la réglementation européenne concernant la mise sur le marché des produits phytosanitaires ». La cnDAspe a informé les ministres chargés de l'environnement, de la santé, de la recherche, de l'agriculture, des sports que le signalement reçu sur les dangers des SDHI est constitutif d'une alerte ».

### Nouvel avis de l'ANSES en 2020
En janvier 2020, l'avis de l'ANSES continue de nourrir une controverse.
Interrogée lors d'une audition au sénat, l'Anses répond qu'elle s'est saisie de ces sujets et « mobilise les collectifs d'experts dans l'objectif de passer en revue les données de la littérature les plus récentes et d'en tirer d'éventuels enseignements nouveaux par rapport à l'expertise menée en 2018 ».
Roger Genet, directeur général de l'Anses, est également auditionné par l'Office parlementaire d'évaluation des choix scientifiques et technologiques (OPECST) le 23 janvier. Pour lui, le danger des SDHI est maîtrisé par un usage et un dosage précis et encadrés de ces derniers.
le 26 février 2020, le directeur de l'Anses, Roger Genet, a indiqué à Agra Presse que son agence « aura certainement des propositions à faire au niveau européen pour renforcer le dispositif » d'évaluation de la toxicité mitochondriale pour les autorisations de mise sur le marché (AMM).

#### Quelques échos négatifs sur l'alerte des militants…
Une personnalité politique, le député LREM et chimiste de la pollution de l'air Jean-Luc Fugit déclare ne pas mettre en cause la sincérité des alertes déposées par les associations Nous voulons des coquelicots, Générations futures et FNE, mais souhaiterait « être sûr que leurs inquiétudes relèvent de la science. On peut en douter. ». Le 28 janvier 2020, le journal Le Point publie un article intitulé « Pesticides SDHI : vrai scandale ou fausse alerte ? », qui veut nuancer les inquiétudes des militants et rappeler le rôle de l'Anses en tant qu'agence indépendante.

#### …et un appel à la prudence de la part de scientifiques
À la même période, 450 scientifiques appellent dans une tribune publiée sur Le Monde à appliquer le principe de précaution au plus vite. Ils demandent « l’arrêt de l’utilisation en milieu ouvert de ces molécules qui bloquent la respiration cellulaire dans l’ensemble du vivant et déplorent un déni des données scientifiques ».

### Expertise collective de l'Inserm en 2021
Une expertise collective de l'Inserm portant sur les effets sur la santé des pesticides consacre une partie aux SDHI. Pour cette expertise collective, les craintes d'effets nocifs sur la biodiversité en général, dont les humains, repose sur la conservation de la structure de la SDH entre les espèces. Aussi, l'expertise affirme que les données actuelles ne sont pas suffisantes pour conclure à l'innocuité des SDHI.
D'autre part, l'expertise souligne que des cancers ont été constatés chez des rongeurs dans les études réglementaires conduites par les industriels. Néanmoins, les agences sanitaires n'ont pas considéré ce point problématique car elles partent du principe que le mode d'action conduisant à la cancérogénicité est spécifique aux rongeurs et n'existe pas chez l'humain. Or, cette hypothèse fait encore débat. Lors de la rédaction de l'expertise, il n'existait pratiquement pas de données épidémiologiques étudiant des liens éventuels entre exposition aux SDHI et la survenue de pathologies. La seule étude existante, partant d'une estimation indirecte de l'exposition aux SDHI, n'identifie pas de lien concluant.
L'expertise rappelle également que les agences sanitaires évaluent les substances actives (les SDHI) et non les formulations complètes. Or, certains composés associés aux SDHI pourraient avoir un effet aggravant l'effet des SDHI. L'expertise insiste sur la nécessité de tester les formulations complètes.

## Interdiction de commercialisation en Europe pour l'isopyrazam
En mai 2022, le site Reporterre indique que l'autorisation pour l'Europe de deux des douze SDHI (carboxine et isopyrazam) n'est pas renouvelée, pour son caractère reprotoxique en ce qui concerne l'isopyrazam. Par application de cette décision, qui a par ailleurs fixé la date limite d'utilisation au 8 décembre 2022, l'Allemagne aligne son droit en fixant les dates limites de vente et d'utilisation à la même date. La mesure concerne des fongicides vendus pour les grains (Bontima, Gigant, Seguris Era), pour le colza (Aziza, Symétra) et pour les fruits et légumes (Embrelia, Reflect, Sunjet Flora).